# Kuskoszczur inkaski
Kuskoszczur inkaski (Cuscomys oblativa) – gatunek prawdopodobnie wymarłego gryzonia z rodziny szynszyloszczurowatych. Szczątki tego gryzonia – dwie stare czaszki – znaleziono w 1916 w grobowcach Inków w rejonie Machu Picchu, w departamencie Cuzco w południowym Peru. Wiek znaleziska szacowano na 400 lat. Obecność dwóch czaszek w miejscu pochówku sugeruje, że C. oblativa służył ludziom za pożywienie. 

## Systematyka
Gatunek powszechnie jest uważany za wymarły, lecz Emmons (1999) w publikacji opisującej nowy gatunek kuskoszczur szary (Cuscomys ashaninka) stwierdziła, że nie ma przekonujących dowodów, że C. oblativa wymarł i prawdopodobnie przetrwał do naszych czasów. Wraz z opisaniem przez Emmons C. ashaninka, C. oblativa został wydzielony wraz z nim z rodzaju szynszyloszczur (Abrocoma) do nowego rodzaju kuskoszczur (Cuscomys).